# توموکازو میوجین
توموکازو میوجین (به انگلیسی: Tomokazu Myojin) بازیکن فوتبال اهل ژاپن و عضو تیم ملی فوتبال ژاپن است که در تاریخ ۱۳ فوریه ۲۰۰۰ میلادی اولین بازی ملی‌اش را انجام داد. او در ۲۶ بازی ملی حضور داشت و آخرین بازی ملی خود را در تاریخ ۱۸ ژوئن ۲۰۰۲ میلادی انجام داد. توموکازو میوجین در بازی‌های ملی‌اش
۳ گل به ثمر رساند.